# Diacalymene
Diacalymene – rodzaj stawonogów z wymarłej gromady trylobitów, z rzędu Phacopida. Żył w okresie ordowiku i syluru. Długość ciała do 10 cm.